# Zespół Hinmana
Zespół Hinmana (nieneurogenny-neurogenny pęcherz moczowy) – nieneurogenna przyczyna dyssynergii (rozkojarzenia) wypieraczowo-zwieraczowej pęcherza moczowego powstała na podłożu czynnościowym (głównie czynniki psychogenne).
W dostępnych badaniach brak organicznych zmian w zakresie układu nerwowego i moczowego. 
Obejmuje objawy:
- moczenie nocne i dzienne
- zanieczyszczanie się kałem, tendencja do zaparć
- nawrotowe zakażenia układu moczowego
- zaburzenia w fazie świadomej mikcji (np. nierównomierny strumień moczu).

Przeczytaj ostrzeżenie dotyczące informacji medycznych i pokrewnych zamieszczonych w Wikipedii.